# Bill Morrissey (musicien)
Pour les articles homonymes, voir Bill Morrissey et Morrissey (homonymie).
Bill Morrissey (25 novembre 1951 - 23 juillet 2011) est un auteur-compositeur-interprète folk et romancier américain originaire du New Hampshire.

## Biographie
Bill Morrissey est né à Hartford, dans le Connecticut, le 25 novembre 1951.
Son premier album éponyme est sorti en 1984 sur le label Reckless ; il fut ensuite ré-enregistré par le label Philo à l'occasion de sa sortie en CD. Il comprend la chanson Small Town on the River qui traite d'une petite ville désindustrialisée du New Hampshire.
Deux des douze albums de Morrissey ont été nommés aux Grammy Awards et nombre d'entre eux ont été bien notés par l'édition américaine du magazine Rolling Stone.
Son dernier album, Come Running, a été co-produit par Billy Conway, du groupe Morphine. Il est sorti en 2007 sur le label de Bill Morrissey, Turn and Spin Media. Dave Alvin l'accompagne sur quelques chansons.
Morrissey est décédé d'un malaise cardiaque à Dalton, en Géorgie, le 23 juillet 2011, lors d'une tournée dans le Sud des États-Unis.

## Style musical
Morrissey a été influencé par des chanteurs de blues comme Mississippi John Hurt (auquel il rendit hommage dans un disque de reprises) et Robert Johnson, par la musique country de Hank Williams, par les jazzmen Count Basie et Lester Young ainsi que par les chanteurs folk new-yorkais des années 1960.
Dépouillées, les chansons de Bill Morrissey traitent des dures réalités de la vie des petites gens, des endroits paumés. S'il confesse un intérêt pour les œuvres de Raymond Carver, c'est plus le travail et la personnalité de Thomas Williams qui l'ont influencé. Ce dernier lui recommandait de s'exprimer « de la manière la plus économique qui soit », et il appliquait ce principe lors de l'écriture de ses chansons.

## Discographie
- Bill Morrissey (1984)
- North (1986)
- Standing Eight (1989)
- Bill Morrissey (ré-enregistrement de son premier album augmenté de trois nouvelles chansons) (1991)
- Inside (en) (1992)
- Friend of Mine (en) (avec Greg Brown (en)) (1993)
- Night Train (1993)
- You'll Never Get to Heaven (1996)
- Songs of Mississippi John Hurt (1999)
- Something I Saw Or Thought I Saw (2001)
- Bill Morrissey: The Essential Collection (2004)
- Come Running (2007)

## Œuvres littéraires
- Edson, Knopf, New York, 1996
  - traduit en français sous le même titre par Luc Baranger, Zanzibar éditions, collection « Vineland », Muret, 2010
- Imaginary Runner, 2011,  (ISBN 9781105090554)